# 상산나무
상산나무(常山-, Orixa japonica)는 낙엽이 지는 활엽관목으로서, 줄기의 높이는 2m 가량이며 회백색을 띠고 있다. 잎은 긴 타원형의 홑잎이며 윤기가 나며 어긋나는데, 이때 2개씩이 한쪽에 붙는 독특한 잎차례를 하고 있다. 암수딴그루로서 꽃은 황색이며 4월에 잎보다 먼저 피며 4수성이다. 열매는 골돌로 10월경에 녹갈색으로 익는다. 주로 산기슭에 나는데, 한국에서는 전라도 지역에 분포하고 있다.